# Ti4
Ti4 – polskie oznaczenie parowozu towarowego pruskiej serii G 54 (późniejsze oznaczenie DRG BR 548-10 o nr inwentarzowych 54 801 do 54 1066). 

## Historia
Parowozy pruskiej serii G 54 były produkowane przez liczne fabryki w Niemczech przed i w czasie I wojny światowej. Ogółem zbudowano 748 egzemplarzy. Ze względu na przestarzałą konstrukcję oraz niskie osiągi wycofano je z użytku w Niemczech już w latach 20. XX w.
W służbie PKP II Rzeczypospolitej znalazło się 197 parowozów Ti4. Znaczną ich liczbę zdobyły siły radzieckie w czasie kampanii wrześniowej. 